# Призренска лига
Призренската лига (на албански: Besëlidhja e Prizrenit), наричана официално Лига за защита на правата на албанската нация (Lidhja për mbrojtjen e të drejtave te kombit Shqiptar), е организация, съществувала през 1878-1881 година, определяна като първата представителна институция на албанската нация.
Основана е на 10 юни 1878 година в Призрен. Първоначално обединява мюсюлмани от Западните Балкани, засегнати от Санстефанския договор, но през следващите седмици към събранието се присъединяват много албански католици и православни и Лигата придобива отчетливо албански характер. Абдул Фрашъри и Пашко Васа са изпратени на Берлинския конгрес, за да представляват албанските интереси – отказ от присъединяване на области с албанско население към малките балкански държави и обединяване на Шкодренския, Янинския, Битолския и Косовския вилает в албанска област с широка автономия.
В продължение на 3 години Призренската лига подкрепя албанската въоръжена съпротива срещу практическото налагане на установените с Берлинския договор граници на Черна гора, която завършва с битката за Улцин. Османското правителство първоначално толерира Лигата, но през 1881 г. е принудено от външния натиск да вземе мерки срещу нея. Армията ликвидира албанската въоръжена съпротива, албанският град Улцин е предаден на Черна гора, Призренската лига е разпусната, а много нейни водачи, включително Абдул Фрашъри, получават тежки присъди.